# نيشيو (آيتشي)
نيشيو مدينة تقع ضمن محافظة آيتشي في اليابان، تأسست في 12/15/1953، بلغ عدد تعداد سكانها في 1 يناير – 2008 حوالي 106643 مساحتها الاجمالية حوالي 75.78 كم٢ لتصبح كثافة سكانها 1407 نسمة لكل كيلو متر مربع.

## المناخ
يظهر الجدول التالي التغييرات المناخية على مدار السنة لنيشيو:
| البيانات المناخية لـنيشيو         | البيانات المناخية لـنيشيو | البيانات المناخية لـنيشيو | البيانات المناخية لـنيشيو | البيانات المناخية لـنيشيو | البيانات المناخية لـنيشيو | البيانات المناخية لـنيشيو | البيانات المناخية لـنيشيو | البيانات المناخية لـنيشيو | البيانات المناخية لـنيشيو | البيانات المناخية لـنيشيو | البيانات المناخية لـنيشيو | البيانات المناخية لـنيشيو | البيانات المناخية لـنيشيو |
| الشهر                             | يناير                     | فبراير                    | مارس                      | أبريل                     | مايو                      | يونيو                     | يوليو                     | أغسطس                     | سبتمبر                    | أكتوبر                    | نوفمبر                    | ديسمبر                    | المعدل السنوي             |
| --------------------------------- | ------------------------- | ------------------------- | ------------------------- | ------------------------- | ------------------------- | ------------------------- | ------------------------- | ------------------------- | ------------------------- | ------------------------- | ------------------------- | ------------------------- | ------------------------- |
| متوسط درجة الحرارة الكبرى °م (°ف) | 9.2 (48.6)                | 9.7 (49.5)                | 13.2 (55.8)               | 18.5 (65.3)               | 22.7 (72.9)               | 25.5 (77.9)               | 29.2 (84.6)               | 30.9 (87.6)               | 27.4 (81.3)               | 22.2 (72.0)               | 17.1 (62.8)               | 11.9 (53.4)               | 19.8 (67.6)               |
| المتوسط اليومي °م (°ف)            | 5.3 (41.5)                | 5.5 (41.9)                | 8.9 (48.0)                | 14.2 (57.6)               | 18.5 (65.3)               | 21.9 (71.4)               | 25.5 (77.9)               | 26.9 (80.4)               | 23.6 (74.5)               | 18.3 (64.9)               | 13.1 (55.6)               | 8.0 (46.4)                | 15.8 (60.4)               |
| متوسط درجة الحرارة الصغرى °م (°ف) | 2.0 (35.6)                | 1.9 (35.4)                | 4.9 (40.8)                | 10.1 (50.2)               | 14.7 (58.5)               | 18.8 (65.8)               | 22.6 (72.7)               | 23.8 (74.8)               | 20.7 (69.3)               | 14.9 (58.8)               | 9.6 (49.3)                | 4.5 (40.1)                | 12.4 (54.3)               |
| الهطول مم (إنش)                   | 47.9 (1.89)               | 59.2 (2.33)               | 135.9 (5.35)              | 149.5 (5.89)              | 178.7 (7.04)              | 231.5 (9.11)              | 175.3 (6.90)              | 157.5 (6.20)              | 257.2 (10.13)             | 127.8 (5.03)              | 93.0 (3.66)               | 38.9 (1.53)               | 1٬649٫8 (64.95)           |
| ساعات سطوع الشمس الشهرية          | 169.3                     | 173.6                     | 192.9                     | 196.4                     | 190.9                     | 137.0                     | 163.9                     | 215.4                     | 150.4                     | 168.3                     | 169.2                     | 183.9                     | 2٬110٫7                   |
| المصدر:                           |                           |                           |                           |                           |                           |                           |                           |                           |                           |                           |                           |                           |                           |

## معرض صور

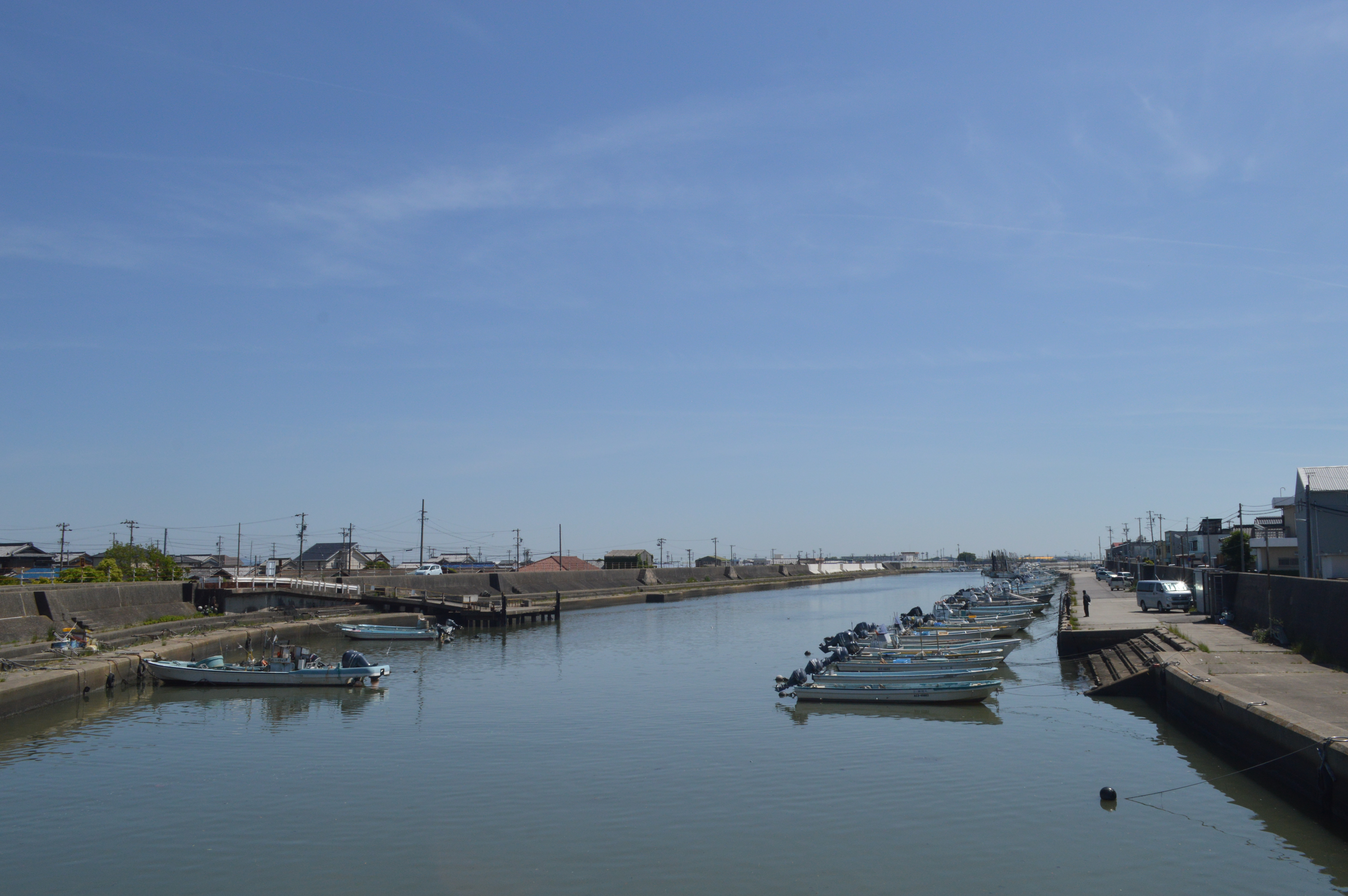
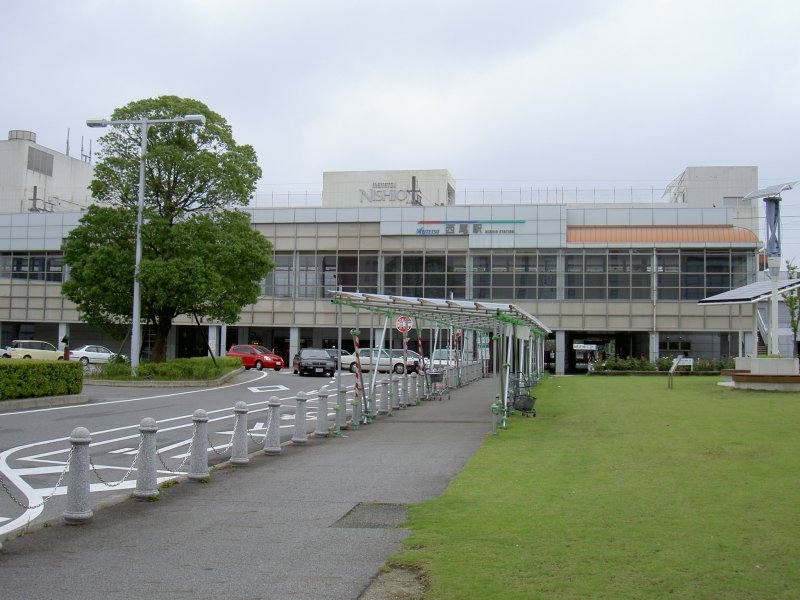
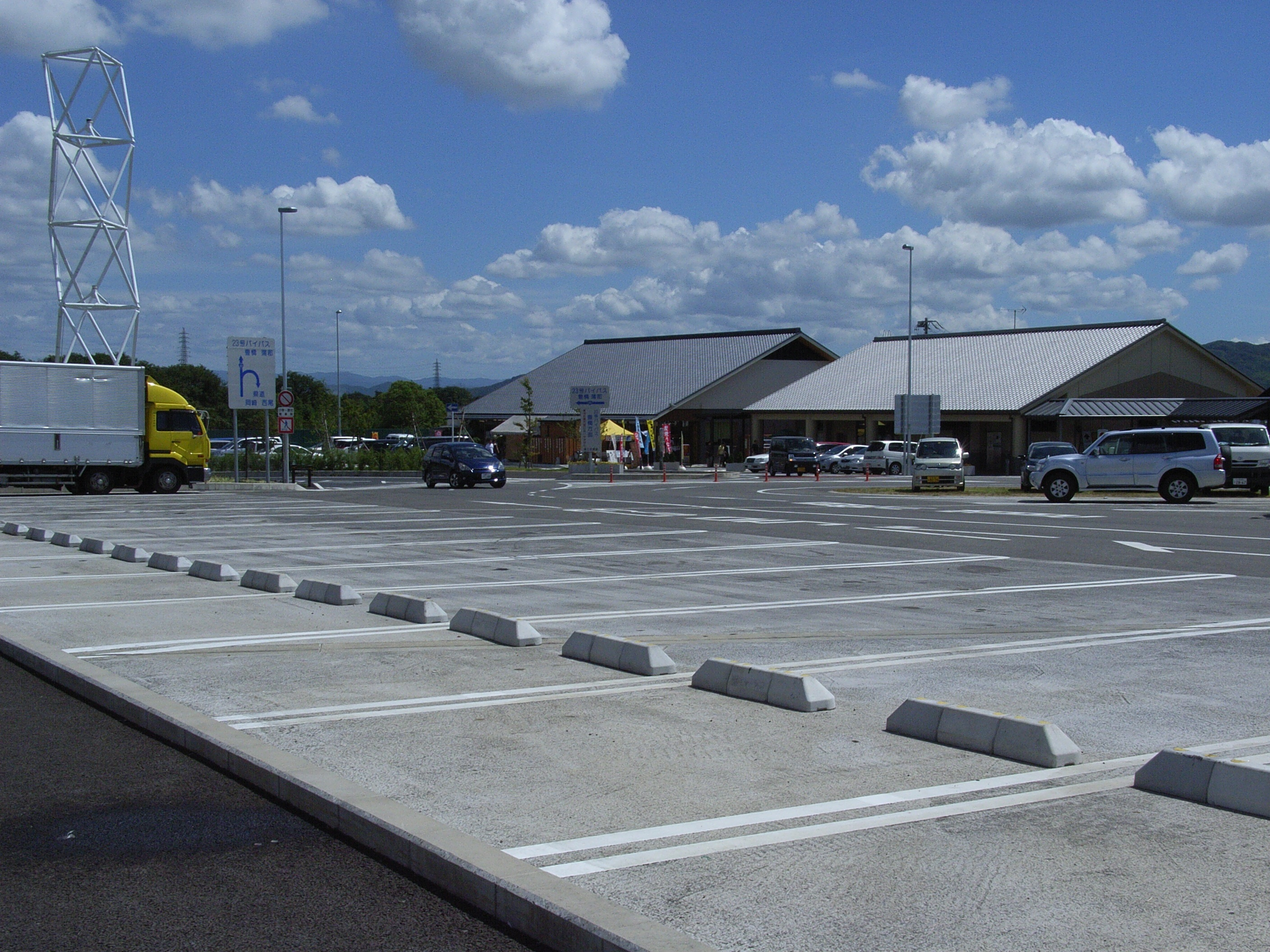

## أعلام
- مامي كوياما